# Bertrand Pujo
Bernard-Bertrand-Léon Pujo (* 21. August 1878 in Orignac, Département Hautes-Pyrénées; † 14. September 1964 im 17. Arrondissement, Paris) war ein französischer Offizier und Militärpilot, der zuletzt General (Général d’armée aérienne) sowie 1940 Luftfahrtminister (Ministre de l’Air) war.

## Leben

### Offiziersausbildung, Offizier und Stabsoffizier
Bernard-Bertrand-Léon Pujo, Sohn von Paul Sylvain Pujo und Mathilde Cazaux, begann nach dem Besuch des Gymnasiums in Tarbes am 26. Oktober 1897 eine Offiziersausbildung an der Militärschule Saint-Cyr (École spéciale militaire de Saint-Cyr) und wurde nach deren Abschluss 1899 Leutnant (Sous-lieutenant) im Heer. In der Folgezeit diente er in der Fremdenlegion (Légion étrangère) in Französisch-Indochina in Hải Phòng und wurde am 1. Oktober 1901 zum Oberleutnant (Lieutenant) befördert. Nach einem darauf folgenden Einsatz in der Provinz Saida in Algerien kehrte er nach Französisch-Indochina zurück und fand Verwendung in Tonkin. Nachdem er 1907 wieder in Algerien in Sidi bel Abbès eingesetzt worden war, absolvierte er die Höhere Kriegsschule (École supérieure de guerre) und wurde am 24. September 1912 zum Hauptmann (Capitaine) befördert. Als Offizier im Stab des XVIII. Korps (18e corps d’armée) wurde ihm am 31. Dezember 1913 das Ritterkreuz der Ehrenlegion verliehen.
Während des Ersten Weltkrieges wurde Pujo zwei Mal im Kriegsbericht erwähnt (Citation à l’ordre de l’armée) und am 1. Oktober 1916 zum Major (Chef de bataillon) befördert, woraufhin er stellvertretender Chef für Luftfahrt im Großen Hauptquartier wurde. Nach Kriegsende wurde er 1919 Adjutant von General Henri Mordacq im Kriegsministerium und danach als Oberstleutnant (Lieutenant-colonel) wieder stellvertretender Direktor der Luftfahrt (Aéronautique Militaire). Am 15. Juni 1920 wurde ihm auch das Offizierskreuz der Ehrenlegion verliehen Nach seiner Beförderung zum Brigadegeneral (Général de brigade) am 16. September 1926 wurde er Direktor für Luftfahrt im Kriegsministerium (Directeur de l’Aéronautique au Ministère de la Guerre). Am 29. Dezember 1928 wurde er des Weiteren auch Kommandeur der Ehrenlegion.

### Aufstieg zum General und Luftfahrtminister
Am 20. Januar 1929 wurde Bertrand Pujo Chef des Generalstabes der Heeresluftfahrt (Chef d’état-major général de l’Aéronautique) und bekleidete diesen Posten bis zum 24. Mai 1930, woraufhin Generalmajor Henry Michaud seine Nachfolge antrat. In dieser Verwendung erfolgte am 2. Januar 1930 seine Beförderung zum Generalmajor (Général de division). Danach wurde er Kommandeur der 2. Luftdivision (2eme division aérienne). Zum 1. April 1933 wurde sein Dienstgrad in Generalmajor der Luftwaffe (Général de division aérienne) umgewandelt. Als solcher war er Kommandant der 3. Luftwaffenregion sowie Mitglied des Obersten Luftfahrtrates (Conseil Supérieur de l’Air). Zum 1. Juli 1934 übernahm er nach der zum 1. April 1934 vollzogenen Umwandlung der Heeresluftfahrt in eine eigenständige Teilstreitkraft der Luftstreitkräfte (Armée de l’Air) den Posten Inspekteur der Militärluftfahrt im Nachrichtendienst (Inspecteur de l’Aéronautique militaire de renseignement métropolitaine) Am 28. Juni 1935 wurde er auch zum Großoffizier der Ehrenlegion ernannt.
Als Nachfolger von Generalmajor Joseph Bares übernahm Pujo am 27. Dezember 1935 den Posten als Chef des Generalstabes der Luftstreitkräfte (Chef d’état-major général de l’Armée de l’Air) und hatte diesen bis zum 14. Oktober 1936 inne. Zugleich war er Vizepräsident des Obersten Luftfahrtrates (Vice-président du Conseil Supérieur de l’Air) sowie zugleich auch Generalinspekteur der Territorialen Luftabwehr (Inspecteur général de la défense anti-aérienne du territoire). Im Anschluss war er vom 14. Oktober 1936 bis zum 1. Juni 1940 beurlaubt und trat am 1. Juni 1940 in den Ruhestand. Für seine langjährigen Verdienste wurde ihm schließlich am 14. Juli 1939 auch das Großkreuz der Ehrenlegion verliehen.
Am 16. Juni 1940 wurde Bertrand Pujo zum Luftfahrtminister (Ministre de l’Air) in das erste Kabinett Pétain berufen Am 16. Juli 1939 wurde er zum General der Luftstreitkräfte (Général d’armée aérienne) befördert, wobei diese Beförderung auf den Beginn des Zweiten Weltkriegs am 2. September 1939 zurückdatiert wurde. Er bekleidete im darauf folgenden zweiten Kabinett Pétain während des Vichy-Regimes zwischen dem 12. Juli und dem 8. September 1940 die Ämter als Staatssekretär für Luftfahrt (Secretaire d’Etat à l’Air) und Generalsekretär für Luftverteidigung.
Pujo heiratete am 27. Dezember 1916 Renée Pineau sowie am 26. November 1928 in zweiter Ehe Cécile Henriette Jarre.